# Severino Pallaruelo
Severino Pallaruelo Campo, nacido en 1954 en Puyarruego (Huesca) en España, es un escritor, geógrafo, historiador y etnólogo español.

## Biografía
Nacido en un pequeño pueblo del valle de Niscle (Añisclo), en el corazón de los Pirineos, Severino Pallaruelo fue testigo de la vida ruda y del lento despoblamiento de los pueblos de montaña. Ha sido profesor del Instituto de Sabiñánigo (Huesca). Escribe sobre los mitos, los ritos y las tradiciones del Pirineo en el alto Aragón. También realizó labores de etnología sobre los cuentos tradicionales y es autor de novelas inspiradas de su conocimiento del país.
Ha publicado escritos sobre los oficios antiguos, tales como los transportes fluviales (navateros) : Las Navatas (1984), los pastores: Pastores del Pirineo (1988), los molineros: Los Molinos del Alto Aragón (1994).
Sus escritos literarios son siempre cercanos de la naturaleza y los paisajes aragoneses. Igualmente destacó como fotógrafo e imágenes suyas ilustran sus publicaciones.
Ha recibido en 2005 el premio Truco, otorgado por el Festival de música y cultura pirenaica. En 2010, ha recibido el premio literatura del Salón del Libro Pirenaico de Bagnères-de-Bigorre por su obra Tristes montes.
En 2020 recibe el premio de Feria del Libro Aragonés de Monzón (FLA).

## Publicaciones
- Viaje por los Pirineos misteriosos de Aragón, Zaragoza, 1984
- Las Navatas, Huesca, Instituto aragonés de antropología, 1984
- Pastores del Pirineo, 1988
- Pirineos, tristes montes, 1990. Rééd. Xordica, 2008.
- Guía del Pirineo aragonés, 1991
- Pirineos, diario de la naturaleza, 1992
- Bardaxí : cinco siglos en la historia de una familia de la pequeña nobleza aragonesa, Sabiñanigo, Huesca (Instituto Laboral, 30), 1993. ISBN 84-604-5860-1
- Los Molinos de Alto Aragón, 1994
- Un secreto y otros cuentos, 1997
- José, un hombre de los Pirineos, Zaragoza, Prames, 2000
- Guali, Zaragoza, Prames, 2002
- Guía turística de Aragón, Zaragoza, Prames, 2003
- O trasgresor piadoso, Zaragoza, Xordica, 2010.